# Ziyadiden
Die Ziyadiden (auch: Ziyaditen; arabisch بنو زياد, DMG Banū Ziyād) waren eine muslimische Dynastie im westlichen Jemen (818–1018(?)). 
Zum Endzeitpunkt der Dynastie gibt es keine verlässlichen Angaben. Sicher ist nur, dass das Todesjahr des letzten nachweisbaren Ziyadiden, eines gewissen Abū l-Dschaisch, das Jahr 981 war.
Mit der Verlagerung der Hauptstadt des Kalifats nach Bagdad wurde der Jemen zu einer entfernten Randprovinz für die Kalifen. Die zunehmende Schwäche der Abbasidenherrschaft nutzte um 825 der jemenitische Statthalter und Namensgeber der Dynastie, Muhammad ibn Ziyad und gründete ein eigenständiges Reich in der Tihama am Roten Meer. Hauptstadt seiner Herrschaft war Zabid. 
Seinen Höhepunkt erreichte das Reich unter der Herrschaft von Ishaq ibn Ibrahim (904–981). Dieser gründete u. a. die Hochschule von Zabid, die im Mittelalter eine bedeutende Lehrstätte der muslimischen Welt war und erst im 20. Jahrhundert geschlossen wurde.